# فوثارك قديمة

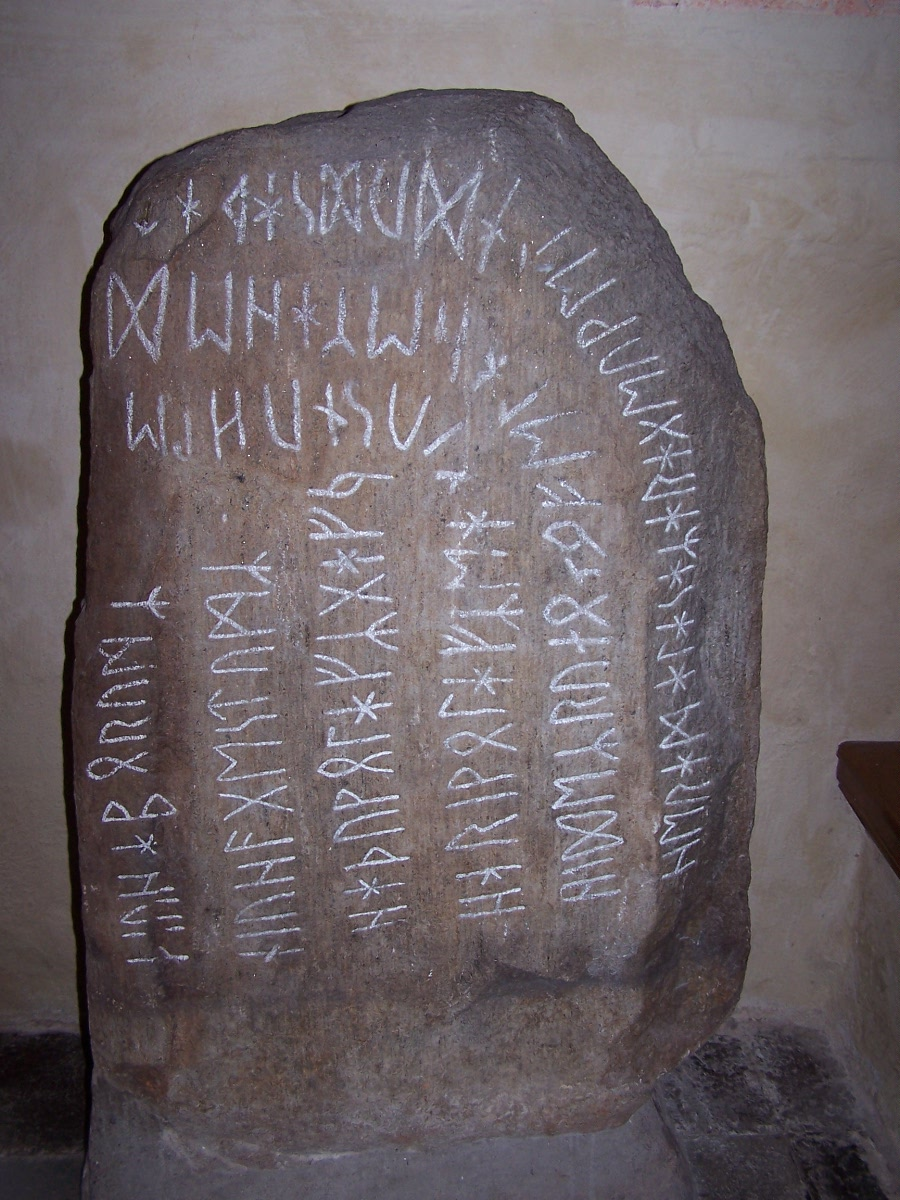

الفوثارك القديمة هي الشكل الأقدم من أشكال الأبجدية الرونية، واستخدمتها القبائل الجرمانية لكتابة اللهجات الجرمانية الشمالية الغربية ولهجات فترة الهجرة الجرمانية بين القرنين الثاني والثامن في النقوش على القطع الأثرية مثل التمائم والمجوهرات والأسلحة.